# Ruellia kaokoana
Ruellia kaokoana är en akantusväxtart som beskrevs av E.A.Tripp och K.G.Dexter. Ruellia kaokoana ingår i släktet Ruellia och familjen akantusväxter. Inga underarter finns listade i Catalogue of Life.